# 飯田川町
飯田川町（いいたがわまち）は秋田県中央部に位置していた町。秋田県で一番小さな町だった。
2005年（平成17年）、平成の大合併により昭和町、天王町と合併し潟上市となる。

## 地理

### 隣接していた自治体
- 南秋田郡：昭和町、井川町

## 歴史

### 縄文時代
縄文早期（1万2,000年〜1万5,000年前）八郎潟は形成されておらず、現在の湖東部一帯は、男鹿半島をはるかに望む出羽式海岸と呼ばれる海岸だった。海岸線は出羽丘陵の山際までにおよび、現在の飯田川の平地の大部分は海であったとされている。和田妹川の坂ノ下、井戸沢（役場前コンクリート壁部分）の崖に貝殻の層が発見されている。陸地であった丘陵部の古開、鳥木沢（飯塚地区）、井戸沢、松葉沢（下虻川地区）、大宮沢、坂ノ下（和田妹川地区）からは、縄文土器片、石鏃などが出土している。その後、雄物川の砂の堆積により、男鹿半島が陸地とつながり、八郎湖が形成されていった。

### 平安・鎌倉時代
878年、出羽国秋田郡堤村村域であった飯田川、（元慶2年）元慶の乱、大地震と冷害により庶民の生活は窮乏したが、秋田城司・良岑近の税の取立てが厳しく、南秋田郡一帯と米代川流域の土着民が反乱をおこした。秋田城を焼き払い、雄物川以北の独立を要求したが、朝廷側は賊鎮圧に乗り出し、国・郡で管理する備蓄米を放出し、ようやく鎮静化した。
平泉の藤原一族が滅ぼされた後、大半の在地領主が源頼朝に従ったが、湖東部を本拠としていた大河兼任だけは頼朝に降らず、1189年（文治5年）頼朝との戦いの準備を進めた。翌1190年（文治6年）正月、本拠地とされる五城目町大川を出発。八郎湖の氷の上を渡って進軍したが、氷が割れ、大半の兵士が溺死した。その後も進軍するも、兼任は、樵（きこり）に殺され、蜂起は終焉する。兼任の大軍が八郎湖で遭難した場所は、昭和町の馬踏川河口付近と推測されているが、それらしい遺物は何1つ発見されていない。

### 戦国時代
1500年ころ、安藤友季が土崎湊城主となり、家来の三浦盛永が湖東部に赴任。しかし、1589年（天正17年）桧山城主安藤実季と湊城主安藤友季の同族間の争い（湊合戦）がはじまる。主戦場となった湖東部には、城や館が密集し、飯田川にも5か所（飯塚・和田妹川地区の丘陵部）に館がつくられた。湊城主安藤友季は敗れ、三浦盛永とともに浦城にて最後を遂げる。その際、安藤友季の息子・千代若は、家来の三浦左エ門尉にあずけられ、後に元服して和田五郎盛季と名乗り、飯田川町和田妹川地区に居を構える。和田妹川地区に点在する三浦姓は、この時の三浦氏の流れを汲むものとされている。

### 江戸時代
初代秋田藩主・佐竹義宣が、飯田川町下虻川地区に鷹狩りのお休所を構え、本陣としても活用したことから、屋敷割りした町づくりが行われる。また、羽州街道の宿場町としても栄える。虻川市が開かれ、海・潟の魚、野菜が商われ、全国的に有名な馬市も開かれ、秋田藩のみならず、諸国大名、幕府からも売買に来てにぎわった。

### 明治・大正・昭和時代
1879年（明治12年）小玉久米之助が飯田川町飯塚地区で醤油・味噌の醸造を手がけ、現在の小玉醸造株式会社の前進となる会社を創業。2代目を受け継いだ小玉友吉は、1908年（明治41年）に秋田市内に支店を設立、酒造りも始め事業を拡大、飯塚地区の区長に選ばれてからは、区内の開田・耕地整理に尽力。県会議員に選出後は、国・県に働きかけて、羽後飯塚駅開業、銀行誘致、電話線の開設、開得寺の建立、神明社の建直しに尽力した。1882年（明治15年）から、豊川村にある豊川油田で石油開発の探査が進められ、1904年（明治37年）永井金太郎が天然アスファルトの精製・販売を行う永井商会を飯田川町下虻川地区で創業、また、諸橋竹次がアスファルト製造・石油精製を行う諸橋製油所を同じく下虻川地区で創業した。
1947年（昭和22年）8月12日、昭和天皇の戦後巡幸。天皇は徒歩で羽後飯塚駅から県立指導農場へ向かい農場を視察。明治期に農村復興に尽力した石川理紀之助の事績について奏上を受ける。
昭和40年代、国家プロジェクトである八郎潟干拓事業がはじまり、干拓事業による建設特需がおこる。
2005年3月22日に昭和町、天王町と合併して潟上市となる。

### 年表
- 1889年（明治22年）4月1日 - 町村制施行に伴い、飯塚村・和田妹川村・下虻川村・金山村が合併して飯田川村が成立。
- 1935年（昭和10年）11月30日 - 飯田川村が町制施行して飯田川町となる。
昭和町時代

  - 1942年（昭和17年）4月1日 - 昭和町・豊川村が合併し、昭和町が発足。
- 1950年（昭和25年）
  - 7月1日 - 昭和町のうち旧豊川村であった地域（上虻川・船橋・岡井戸・槻木・龍毛・山田）が豊川村として再度分立。
  - 9月28日 - 昭和町のうち旧飯田川町であった地域（飯塚・金山・和田妹川・下虻川）が飯田川町として再度分立。
- 1956年（昭和31年）9月30日 - 昭和町・豊川村が合併し、昭和町が発足。
- 2005年（平成17年）3月22日 - 天王町・飯田川町・昭和町が新設合併し、潟上市が発足。

## 文化財
重要文化財（国指定）
- 神明社観音堂

町指定文化財
- 佐竹義隆公肖像画
- 地獄絵図・釈迦涅槃図
- 鐙市太郎翁肖像画
- 和田妹川神明社のもみの木
- 宝筐印塔
- 佐竹藩御休所跡
- 上堤敷のけやき
- 高札
- 貞和年号板碑
- 佐竹義隆公自作の人形
- 佐竹義隆公下賜の燈篭
- 焼印酒屋家符札
- 木像観音像

## 観光
- 全県フナ釣り大会

毎年4月下旬、飯田川釣同好会と潟上市観光協会が共催するイベント。八郎潟調整池に流入する飯塚川、妹川、豊川の3河川を釣り場に開く。
- 八郎湖

ブラックバス釣りのメッカとして全国から釣りファンが訪れている。滋賀県の琵琶湖、茨城県の霞ヶ浦と並んで三大釣り場として知られている。
- 鷺舞祭り

毎年8月上旬に行われる伝統芸能。秋田藩二代藩主・佐竹義隆が神明社（現下虻川神社）を建立。その際、佐竹義隆の御前で舞われた鷺舞が伝統芸能として継承されている。
- イザベラの道

明治のはじめ、東北・北陸・関西などを旅行し、旅行記を記したイギリスの女性旅行家イザベラ・バードは、下虻川地区（現・潟上市飯田川下虻川）も訪れ、一泊している。1880年に刊行された『日本奥地紀行』 (Unbeaten Tracks in Japan)では、下虻川地区は次のように紹介されている。下虻川神明社前の道路が、昔、イザベラ・バードが旅行した羽州街道の面影を残している。
あぶ川（現潟上市飯田川町虻川）というみすぼらしい村で一泊せざるを得なかった。屋根裏の部屋で、ノミが多かった。米飯は、とても汚くて食べる気がしなかった。宿のおかみさんはひどい皮膚病にかかっていた。このあたりではもはや壁土の家はなく、村々の家屋はみな木造であったが、あぶ川は古ぼけて倒れそうな家ばかりで、家を棒で支え、斜になった梁は道路に突き出て、うっかりすると歩行者は頭を打つほどであった。
- 小玉家住宅

飯田川町飯塚地区にある近代和風建築。小玉醸造株式会社の創業家・小玉家の住宅で、1923年（大正12年）竣工。主屋・文庫蔵・米蔵・車庫の4棟が飯田川町廃止（潟上市成立）後の2008年に国の重要文化財に指定された。
- 小玉合名レスリング部

今の小玉醸造の酒蔵の片隅の道場で、酒づくりの労働者の余暇として道場を作る。小玉正已氏(庶務課長)の実弟小玉健吉氏(酒類課長―工学博士)も大阪帝大時代に柔道をやっていたので、この兄弟が広い板間でドタンバタンとレスリングの稽古みたいなのを始めているうちに、従業員のうちの力のありそうな、強そうなのが仲間にひきづり込まれたというのがそもそもの始まりであった。会社のある飯田川町飯塚といえば、町の鎮守は荒神で知られる三吉さんで、毎年の祭典には草相撲が奉納され遠く青森県からも力自慢が飛び入りするという盛んな士地柄であった。その横綱格の菊地三郎さんも小玉の若勢であり、当然のようにレスリングにひきづり込まれ、名前を聞くのもはじめてという競技を手とり足とり習っているうちに、ついに昭和25年には国体選手となった。この時は一見蒲柳の質といったタイプの健吉氏までがフライ級の県代表として出場している。翌二十六年には、前記菊地のほか二田賢一、牧野の計三選手が選ばれて、一般の秋田県選手団の主力を小玉合名が占めるようになった。

### 教育
- 飯田川町立飯田川小学校

中学校はなく、旧飯田川町の中学生は旧昭和町に設置された「昭和町飯田川町組合立羽城中学校（合併後は潟上市立羽城中学校）」が2町全体の学区となっていた。

## 交通

### 鉄道
- 東日本旅客鉄道
  - 奥羽本線：羽後飯塚駅

### 道路
- 一般国道
  - 国道7号
  - 国道285号（町内のほとんどが国道7号に重複）
- 一般県道
  - 秋田県道104号男鹿昭和飯田川線
  - 秋田県道303号秋田昭和飯田川線

## 出身有名人
- 鐙市太郎

鐙家の先祖・鐙市太郎は江戸時代に市民のために治水工事を行った。下虻川の鹿の崎堤として現在も使われている。
- 伊藤与助

石川理紀之助の門人。
子どもたちを集めて勉強をさせるために、用水路（堰）の上に小屋を建てて『水上学舎』という学び舎を作る。
- 石澤隆太郎（元飯田川町議会副議長）

1962年から旧飯田川町議連続7期。
1986年から1990年まで副議長。1984年から1993年まで同町商工会長。
戦後、旧ソ連のシベリアに抑留され、その経験を講演で伝えてきた。
洗尽（せんじん）の俳号で俳人としても活躍した。
2015年に肺炎のために死去。
- 小玉健吉 - 工学博士

1997年（平成9年）、世界遺産でもある白神山地(秋田県・青森県)の原生林の腐葉土の中から採取した酵母を、秋田県総合食品研究所との共同研究開発で選別・分離。その500株の中から、パンに適した4株を発見。さらに醗酵性・増殖性・保存性の高いものとして選んだ1株を「白神こだま酵母」と命名した。通常の酵母に比べて極めて耐冷性、発酵力に優れている。当初は新しい日本酒の開発のための酵母を探しに白神山地の調査に赴いたと言われる。
- 小玉重夫 - 教育学者、白梅学園大学学長、東京大学名誉教授
- 大橋直松 - 大相撲力士
- 山平和彦 - フォーク歌手
- 伊藤誠吾（アーティスト）
- 大橋直松（大相撲力士）
- マイ・ペース（歌手）
- 菊地勇樹（バスケットボール選手）
- 二田是儀 (初代) (開拓者)

## 情報
- 飯田川有線放送局

電話からラジオのように町の情報が聞けて、町内限定だが加入者同士の通話は通話時間にかかわらず１回５円というもの。
飯田川町の有線放送電話は1969年、全世帯の約6割に当たる744世帯が加入しスタート。町内の電電公社（現NTT東日本）の電話加入者数の4倍以上だった。公社の電話が普及した70年代以降も、便利さから高い加入率を維持。町直営を経て、現在は、潟上市総務課危機管理班の管轄で、市の指定管理者である「一般社団法人潟上市有線放送電話協会」が運営する。
放送局は、飯田川出張所（旧町役場）の敷地内にある潟上市飯田川地域情報センター内に位置する。電話網の普及とともに県内のほとんどの市町村で有線放送は廃止されているが、飯田川町と井川町だけは現在も残っている。
飯田川町では「地域密着型メディア」として親しまれ、定時放送のほか、入学式や八郎湖フナ釣り大会など季節のイベントを録音中継し随時放送。列車の遅れや災害情報などを知らせるほか、加入者が急病になったときなど、ボタンを押して町内会に助けを求めることができる機能もある。
定時放送は1回約10分。1日4回で、最終は午後6時45分。
2021年11月、市町境を越え、潟上市と井川町が無料通信できるようになった。

## 産業
- 小玉醸造株式会社 日本酒太平山、味噌・醤油ヤマキウを生産。味噌の生産量は秋田県第1位
- 大久保駅周辺では、スナック、居酒屋、食堂をはじめとする飲食店が集中し、湖東部有数の飲食店街を形成している。

### 企業
- ミツミ電機秋田事業所
- 小玉醸造
  - 太平山（清酒）
  - ヤマキウ（味噌・醤油）
- ニチレキ秋田営業所
- 秋田瀝青建設
- 北都銀行飯塚支店
- あきた湖東農業協同組合飯田川支所（下虻川地区所在）